# Mattawa (Washington)
Mattawa je gradić u američkoj saveznoj državi Washington. Prema popisu stanovništva iz 2010. u njemu je živjelo 4.437 stanovnika.